# 土師根麻呂
土師 根麻呂（はじ の ねまろ、生没年不詳）は、飛鳥時代の貴族。姓は宿禰。官位は直広参・判事。

## 経歴
持統天皇3年（689年）2月に竹田王・大宅麻呂・藤原不比等・当麻桜井・穂積山守・中臣意美麻呂・巨勢多益須・大神安麻呂とともに判事に任命される（この時の冠位は直広肆）。同年5月に草壁皇子弔問のために訪日した新羅使の金道那（こんどうな）らに、先年の天武天皇の弔問の際も含めての新羅側の無礼（孝徳天皇・天智天皇の弔問の時と使者の身分が異なっている、船の数が1艘のみなど）を責める持統天皇の詔を伝えている。
文武天皇3年（699年）衣縫王・当麻国見・田中法麻呂とともに、判官4人・主典2人・大工2人を率いて、斉明天皇の山陵とされる越智山陵修造使として派遣された（このときの冠位は直広参）。

## 官歴
『六国史』による。
- 時期不詳：直広肆
- 持統天皇3年（689年） 2月26日：判事
- 時期不詳：直広参
- 文武天皇3年（699年） 10月20日：越智山陵（斉明天皇陵）修造使